# Rhyacophila nagaokaensis
Rhyacophila nagaokaensis är en nattsländeart som beskrevs av Kobayashi 1976. Rhyacophila nagaokaensis ingår i släktet Rhyacophila och familjen rovnattsländor. Inga underarter finns listade i Catalogue of Life.